# JoJoHead
JoJoHead je americký komediální webový seriál, zveřejněný v roce 2016 na CW Seed, internetové platformě televize The CW. Celkem vzniklo osmnáct dílů. Jedná se o prequel virálního videa z YouTube Momhead, které natočila scenáristka, producentka a herečka Johanna Stein. Ta je rovněž autorkou seriálu JoJoHead, v němž ztvárnila hlavní roli. Oba pořady byly natočeny rybím okem na GoPro kameru, připevněnou k hlavě protagonistky. Johanna Stein přirovnala titulní postavu JoJo k Mr. Beanovi.

## Příběh
JoJo je obyčejná matka, seriál zobrazuje krátké výňatky z jejího každodenního života.

## Obsazení
- Johanna Stein jako JoJo